# RSS
RSS son las siglas de Really Simple Syndication (en español, «sindicación realmente simple», puesto que «sindicación» en inglés se aplica a empresas de varios periódicos) es un formato XML para distribuir contenido en la web. Se utiliza para difundir información actualizada frecuentemente a usuarios que se han suscrito a la fuente de contenidos. El formato permite distribuir contenidos sin necesidad de un navegador, utilizando programas llamados agregadores de noticias, diseñados para leer contenidos RSS, tales como Mozilla Firefox, Thunderbird o Akregator, entre otros. A pesar de eso, es posible utilizar el mismo navegador para ver los contenidos RSS. Las últimas versiones de los principales navegadores permiten leer los RSS sin necesidad de programas adicionales.
RSS es parte de la familia de los formatos XML, desarrollado específicamente para todo tipo de sitios que se actualicen con frecuencia y por medio del cual se puede compartir la información y usarla en otros sitios web o programas. A esto se le conoce como redifusión web o sindicación web (una traducción muy extendida).

## Término
Esta sigla se usa para referirse a los siguientes estándares: 
- Rich Site Summary (RSS 0.91) "Resumen óptimo del sitio"
- RDF Site Summary (RSS 0.9 y 1.0) "Resumen RDF del sitio"
- Really Simple Syndication (RSS 2.0) "Sindicación Realmente Simple"

## Qué es realmente un RSS
En un archivo RSS están los datos de las novedades del sitio, como el título, fecha de publicación o la descripción. El programa que lea el RSS será encargado de darle estilo o apariencia a los datos que se incluyan en el archivo y presentarlos de una manera atractiva al usuario y de fácil lectura.
Que RSS sea un formato basado en XML significa que el archivo RSS se compone por una serie de etiquetas definidas que tendrán un formato dado, y que respetará las reglas generales de XML. Este archivo normalmente es nombrado index.xml y se encuentra ubicado en la página principal.[cita requerida]
Vale aclarar que RSS no es un protocolo como lo son OAI-PMH o SRU, dado que no contempla parámetros de ningún tipo. No es posible definir mediante una consulta un criterio de búsqueda.

### Confusión de términosfuente webyRSS
Comúnmente el término RSS es usado erróneamente para referirse a fuente web, independientemente de que el formato de dicha fuente sea RSS o no.
Fuente web se refiere al medio de redifusión web, mientras que RSS se refiere al formato de dicha fuente web. Originalmente, el único formato de fuente web era RSS, así que se usaban de manera indistinta ambos términos. Sin embargo, actualmente el formato Atom es otro formato popular de fuente web.
Tanto RSS como Atom cuentan con un amplio soporte y son compatibles con los principales lectores de fuentes web. RSS ganó un uso más amplio debido a la compatibilidad inicial con los lectores. Pero técnicamente, Atom tiene varias ventajas con respecto a RSS: Atom es más moderno, tiene licencias menos restrictivas, Atom está más estandarizado que RSS, el tipo MIME está registrado en la IANA, espacio de nombres XML, compatibilidad con URI, etc. Por lo tanto, es recomendable el uso de Atom que el formato RSS.
En ocasiones, las páginas web ofrecen una fuente web en formato Atom y erróneamente la señalan como RSS.

## Redifusión web
El principal medio de redifusión web es a través de fuentes web, siendo RSS el formato más común de fuente web.
La redifusión web no es solo un fenómeno vinculado a los weblogs, aunque han ayudado mucho a su popularización. Siempre se han redifundido contenidos y se ha compartido todo tipo de información en formato XML, de esta forma podemos ofrecer contenidos propios para que sean mostrados en otras páginas web de forma integrada, lo que aumenta el valor de la página que muestra el contenido y también nos genera más valor, ya que normalmente la redifusión web siempre enlaza con los contenidos originales.
Pero lo verdaderamente importante es que, a partir de este formato, se está desarrollando una cadena de valor nueva en el sector de los contenidos que está cambiando las formas de relación con la información tanto de los profesionales y empresas del sector como de los usuarios.[cita requerida] Varias empresas están explorando nuevas formas de uso y distribución de la información.

## Fuente web
RSS fue el primer formato de fuente web y sigue siendo el más común. Es un formato tan popular que es común que el término RSS sea usado erróneamente para referirse a fuente web, independientemente de que el formato de dicha fuente sea RSS o no.

## Agregadores
Gracias a los agregadores o lectores de fuentes web (programas o sitios que permiten leer fuentes web) se pueden obtener resúmenes de todos los sitios que se desee desde el escritorio del sistema operativo, programas de correo electrónico o por medio de aplicaciones web que funcionan como agregadores. No es necesario abrir el navegador y visitar decenas de páginas.
Algunos agregadores web populares:
- Bloglines
- Netvibes
- Feedly

Algunos agregadores de escritorio:
- Liferea
- Winds
- QuiteRSS

### RSS a correo electrónico
Algunos servicios libran RSS a una bandeja de entrada de correo electrónico, enviando actualizaciones a partir de una selección personal de usuario e itinerarios. Ejemplos de tales servicios incluyen IFTTT, Microsoft Power Automate, Zapier y otros. Servicios ulteriores como Gmane permiten suscribirse a noticias vía NNTP. También hay que destacar que clientes de correo electrónico tales como Mozilla Thunderbird soportan RSS nativamente.

## Sintaxis
Los RSS se escriben en código XML fácilmente interpretable por humanos y software:
```
<?xml version="1.0" encoding="UTF-8" ?>

<rss
 
version=
"2.0"
>

	
<channel>

		
<title>
Título
 
del
 
RSS
</title>

		
<description>
Descripción
 
del
 
RSS
</description>

		
<link>
http://www.sitiodelquesedeseapublicar.com/main.html
</link>

		
<lastBuildDate>
Mon,
 
06
 
Jan
 
2013
 
00:01:00
 
+0000
 
</lastBuildDate>

		
<pubDate>
Mon,
 
06
 
Jan
 
2013
 
16:20:00
 
+0000
 
</pubDate>

		
<ttl>
1800
</ttl>

		
<item>

			
<title>
Entrada
 
dentro
 
del
 
RSS
</title>

			
<description>
Descripción
 
de
 
la
 
entrada
</description>

			
<link>
http://www.sitiodelquesedeseapublicar.com/enero-2013.html
</link>

			
<guid>
clave
 
única
</guid>

			
<pubDate>
Mon,
 
06
 
Jan
 
2013
 
17:20:00
 
+0000
 
</pubDate>

		
</item>

	
</channel>

</rss>

```